# Weum Gas
Weum Gas AB, tidigare EON Gas Sverige AB, är ett svenskt energiföretag, som äger och driver ett distributionsnät för naturgas i sydvästra Sverige.
EON Gas Sverige AB köptes 2018 av European Diversified Infrastructure Fund, som förvaltas av australiska Igneo Infrastructure Partners, som är en del av australiska First Sentier Investors. EON Gas AB namnändrades 2019 till Weum Gas AB. European Diversified Infrastructure Fund köpte året därefter stamnätsföretaget Swedegas. År 2020 inordnades Swedegas och Weum Gas under det nybildade moderbolaget Nordion Energi AB. Falbygdens Energi AB blev ett systerbolag i koncernen 2021.. Swedegas äger och driver stamnätet för naturgas i sydvästra Sverige. 
Weum Gas levererar gas i 25 kommuner i Skåne, Hallands och Jönköpings län. Distributionsnäten har en längd på över 2 000 kilometer med rör på 25–400 millimeter och ett tryck på mellan 0,1 och 50 bar.